# Prise du Peñon d'Alger (1529)
Pour les articles homonymes, voir Expédition d'Alger.
Conflits algéro-hispaniques
La prise du Peñon d'Alger est la bataille par laquelle la régence d'Alger, dirigée par Khayr ad-Din Barberousse, a fait tomber la forteresse espagnole du Peñon qui, implantée sur un îlot (le Peñon d'Alger), faisait face à la ville d'Alger.

## Contexte
Les Espagnols décident de bâtir une forteresse sur les îlots en face d’Alger. Considérée par Barberousse comme une « épine au cœur des Algérois », cette forteresse gêne les mouvements des bateaux autour d'Alger. L'essor de la marine algéroise nécessite de supprimer cette menace. Le préside espagnol est lui en mauvaise posture : il est mal ravitaillé par l'Empire espagnol et commandé par un vieux capitaine, Don Martin de Vargas, vétéran des guerres d'Afrique, qui dispose de 150 soldats.

## Déroulement
Khayr ad-Din Barberousse tente de négocier la capitulation de la place en offrant aux Espagnols de les laisser partir du fort avec leur artillerie ; ces derniers refusent cette offre. 
Quelques jours avant Pâques, les Espagnols recueillent deux Turcs arrivés à la nage et qui prétextent vouloir fuir des persécutions à Alger pour se convertir au catholicisme. Ces deux Turcs font mine de donner des renseignements de guerre, qui sont en fait des informations fausses ; le jour de Pâques alors que les occupants de la forteresse sont occupés à l'office, ils sont surpris à faire des signaux à l'aide d'un linge. Les Espagnols condamnent à mort ces deux Turcs et les font pendre à la vue de la ville d'Alger. En dépit de cet épisode négatif, Khayr ad-Din Barberousse tente une nouvelle approche diplomatique en demandant à la garnison de se rendre pour avoir la vie sauve et en assortissant son offre d'une menace : si celle-ci n'est pas acceptée, la garnison sera passée au fil de l'épée ; cette nouvelle offre ne rencontre pas plus de succès. Le 6 mai 1529, il commence à attaquer le Peñon. 
Barberousse fait bombarder le fort pendant vingt jours, au moyen de son artillerie. Les Espagnols répliquent par des coups de canon sur la ville, laquelle en subit des dommages. 
Le commandant de la place appelle Charles Quint à la rescousse dès le début des hostilités. Celui-ci dépêche une flotte de secours, mais celle-ci est interceptée par une flotte de pirates sollicitée par Khayr ad-Din Barberousse qui s'est placée en écran à hauteur de Mostaganem. Les combats navals sont si violents que la flotte espagnole rebrousse chemin vers Carthagène. La situation du Peñon devient critique, sous l'action des boulets qui ouvrent des brèches et parce que les vivres viennent à manquer. Les archers et les arquebusiers de Khayr ad-Din montent sur tout ce qui peut flotter pour partir à l'assaut de l'îlot : ils finissent par investir le fort le 27 mai 1529. Dans la place, à la surprise des assaillants, il ne reste alors que 53 Espagnols, sur les 150 censés défendre la garnison.

## Conséquences
Le marquis de Vargas est fait prisonnier et ses hommes répartis comme esclaves entre les chefs vainqueurs. Ils furent notamment employés à reconstruire la mosquée Djamâa el Kébir, endommagée par les bombardements espagnols. Les restes de la forteresse furent entièrement démolis, excepté un bastion circulaire sur lequel est bâti un phare : bordj el Fanar.
Khayr ad-Din Barberousse, pour rendre hommage à la vaillance des Espagnols, propose au marquis de Vargas de se convertir à l'islam pour lui rendre les honneurs militaires. Ce dernier refuse avec hauteur. Khayr ad-Din Barberousse ordonne alors sa mise à mort qui aura lieu par bastonnade, un an plus tard. 
Quelques jours seulement après la prise du Peñon, 11 navires espagnols bien armées, pourvus de troupes et de vivres arrivent en vue d'Alger. Mais ne pouvant que constater la chute du Peñon, ils rebroussent chemin. Cette victoire permet à Khayr ad-Din Barberousse de relier les îlots, dont le Peñon, par une jetée et de constituer une rade dans un mouillage médiocre qui était jusque-là parsemé de récifs. Le port ainsi aménagè devient une base efficace pour les Turcs et les pirates barbaresques.